# Хьёрстад, Марианне
Марианне Хьёрстад (норв. Marianne Kjørstad; род. 27 марта 1970, Нурфьордэйд) — норвежская горнолыжница, успешно выступавшая в слаломе, гигантском слаломе и супергиганте. Представляла сборную Норвегии по горнолыжному спорту на всём протяжении 1990-х годов, бронзовая призёрка чемпионата мира, призёрка этапов Кубка мира, участница зимних Олимпийских игр в Лиллехаммере.

## Биография
Марианне Хьёрстад родилась 27 марта 1970 года в городе Нурфьордэйд коммуны Эйд провинции Согн-ог-Фьюране. Проходила подготовку в лыжном клубе Haugen Idrettslag.
В 1987 году вошла в состав норвежской национальной сборной и выступила на чемпионате мира среди юниоров в Швеции, где в программе гигантского слалома заняла 28 место. Год спустя на юниорском мировом первенстве в Италии финишировала одиннадцатой в слаломе, четвёртой в гигантском слаломе, тогда как в итоговом протоколе супергиганта расположилась на 41 строке. Ещё через год на аналогичных соревнованиях в США стартовала сразу в четырёх женских дисциплинах: заняла 27 место в скоростном спуске, 23 место в супергиганте, 13 место в слаломе и 21 место в гигантском слаломе.
Начиная с сезона 1991/92 выступала на взрослом уровне, в частности дебютировала в зачёте Кубка мира. В 1993 году участвовала в чемпионате мира в Мориоке, где показала одиннадцатый результат в слаломе, седьмой результат в гигантском слаломе и 22-й результат в супергиганте.
Благодаря череде удачных выступлений удостоилась права защищать честь страны на домашних зимних Олимпийских играх 1994 года в Лиллехаммере — в слаломе сошла с дистанции во время первой попытки, в гигантском слаломе стала восьмой, в супергиганте оказалась на 22-й позиции.
После Олимпиады Хьёрстад осталась в главной горнолыжной команде Норвегии и продолжила принимать участие в крупнейших международных соревнованиях. Так, в 1996 году она побывала на мировом первенстве в Сьерра-Неваде, откуда привезла награду бронзового достоинства, выигранную в комбинации — пропустила вперёд только шведку Перниллу Виберг и австрийку Аниту Вахтер. Кроме того, финишировала здесь четырнадцатой в программе гигантского слалома.
В 1997 году выступила на чемпионате мира в Сестриере — заняла 28 место в слаломе и 11 место в комбинации, тогда как в гигантском слаломе не финишировала.
Впоследствии оставалась действующей спортсменкой вплоть до 2000 года, хотя в последнее время уже не показывала сколько-нибудь значимых результатов на международной арене. В течение своей спортивной карьеры Марианне Хьёрстад в общей сложности пять раз поднималась на подиум этапов Кубка мира, в том числе имеет в послужном списке две серебряные медали и три бронзовые. Ей так и не удалось завоевать Хрустальный глобус, но в одном из сезонов она была в слаломе четвёртой. Наивысшая позиция в общем зачёте всех дисциплин — девятое место.